# Diocese de Borba
A Diocese de Borba (Dioecesis Borbensis) é uma circunscrição eclesiástica da Igreja Católica no Brasil, pertencente à Província Eclesiástica de Manaus e ao Conselho Episcopal Regional Norte I da Conferência Nacional dos Bispos do Brasil, sendo sufragânea da Arquidiocese de Manaus. A sé diocesana está na Catedral Basílica Santo Antônio de Pádua, na cidade de Borba, no estado do Amazonas.

## Histórico
A Prelazia de Borba foi erigida a 13 de julho de 1963 pelo Papa Paulo VI, desmembrada da Arquidiocese de Manaus e da Prelazia de Parintins.
A Prelazia de Borba foi confiada pela Santa Sé aos cuidados da Terceira Ordem Regular.
Em 18 de novembro de 2022, o Papa Francisco elevou a prelazia territorial de Borba a diocese. No mesmo ato, o pontífice nomeou como primeiro bispo diocesano dom Zenildo Luiz Pereira da Silva, até então bispo prelado de Borba.

## Bispos
|                 | Nome                                  | Período         | Notas           |
| Bispo diocesano | Bispo diocesano                       | Bispo diocesano | Bispo diocesano |
| --------------- | ------------------------------------- | --------------- | --------------- |
| 1º              | Zenildo Luiz Pereira da Silva, C.Ss.R | 2022-           | atual           |
| Bispos prelados |                                       |                 |                 |
| 4º              | Zenildo Luiz Pereira da Silva, C.Ss.R | 2017-2022       |                 |
| 3º              | Elói Róggia, S.A.C.                   | 2006-2017       | renunciou       |
| 2º              | José Afonso Ribeiro, T.O.R.           | 1988-2006       | renunciou       |
| 1º              | Adriano Jaime Miriam Veigle, T.O.R.   | 1964-1988       | renunciou       |
| Bispo coadjutor |                                       |                 |                 |
|                 | Zenildo Luiz Pereira da Silva, C.Ss.R | 2016-2017       |                 |

## Demografia
Em 2004, a prelazia contava com uma população aproximada de 190.000 habitantes, com 81,6% de católicos.
O território da prelazia é de 170.000 km², organizado em 4 Foranias, 9 paróquias, 3 Áreas missionárias, e 1 Área Pastoral.
◇ Forania São Marcos
● Catedral Basílica de Santo Antônio de Pádua- Borba
● Paróquia Cristo Rei - Borba
● Paróquia Nossa Senhora Aparecida- Borba
● Paróquia São João Batista - Distrito de Axinim - Borba
◇ Forania São Lucas
● Paróquia Nossa Senhora Imaculada Conceição- Novo Aripuanã
● Área Missionária Santo Antônio Maria Claret - Novo Aripuanã
◇Forania São Mateus
● Paróquia Nossa Senhora do Rosário- Distrito Canumã - Borba.
● Paróquia Nossa Senhora de Nazaré e São José- Nova Olinda do Norte.
◇ Forania São João 
● Paróquia São Joaquim e Sant'Ana- Autazes.
● Paróquia São José - Distrito Novo Céu- Autazes.
● Área Missionária Nossa Senhora do Perpétuo Socorro- Lago do Miguel
● Área Pastoral Divino Espírito Santo- Dist. Urucurituba- Autazes.